# Hydraena chobauti
Hydraena chobauti är en skalbaggsart som beskrevs av Guillebeau 1896. Hydraena chobauti ingår i släktet Hydraena och familjen vattenbrynsbaggar. Inga underarter finns listade i Catalogue of Life.